# Forcipomyia angelicae
Forcipomyia angelicae är en tvåvingeart som beskrevs av Tokunaga 1940. Forcipomyia angelicae ingår i släktet Forcipomyia och familjen svidknott. Inga underarter finns listade i Catalogue of Life.